# Johann Heinrich Kopstadt
Johann Heinrich Kopstadt (* um 1691 in Essen; † 23. September 1753 ebenda) war ein deutscher Hofrat, Lehnkanzlei-Direktor und Bürgermeister von Essen.

## Leben
Der Protestant Johann Heinrich Kopstadt war der Sohn des 1682 aus Rostock zugezogenen Magisters und Predigers Johann Friedrich Kopstadt (1650–1717). Seine Mutter war Katharina Christine Elisabeth geborene Nedelmann (* 1657). Im Mai 1712 heiratete er Helene Katharina Krupp (* 1692; † 8. Juli 1730 in Essen) und hatte unter anderem eine Tochter Katharina Helene (1717–1794) und einen Sohn Heinrich Arnold.
Er war Hofrat der Grafen Falkenstein und Limburg-Stirum sowie Lehnkanzlei-Direktor. 
1734 wurde Kopstadt zum Bürgermeister des damaligen Landstädtchens Essen und teilte sich zunächst das Amt mit Arnold Krupp. Im gleichen Jahr wurde sein Amtspartner Johann Georg Nedelmann. Beide blieben bis 1750 im Amt.
Der Kopstadtplatz im Essener Stadtkern erinnert an den Stammsitz der Familie Kopstadt, die in Essen zwei weitere Bürgermeister stellte, seinen Sohn
- Heinrich Arnold Kopstadt, Bürgermeister von 1763 bis 1786 und dessen Sohn
- Johann Conrad Kopstadt, Bürgermeister von 1821 bis 1833.